# Андорско-израильские отношения
Андоррско-израильские отношения — это отношения между Андоррой и Израилем на международном уровне.
У Андорры нет своего посольства в Израиле, а у Израиля — в Андорре. Однако интересы Андорры также представлены в посольстве Израиля в Мадриде.

## История
Андорра и Израиль установили дипломатические отношения 13 апреля 1994 года. Гражданам обоих государств не требуется виза для поездок друг к другу.
В 2024 году Андорра, как и Испания, отказалась признавать Палестинское государство. Они считают, что «условия для этого не были выполнены». По их мнению, ХАМАС является террористической организацией и не может считаться официальным органом власти, а Палестинская администрация де-факто не имеет достаточных полномочий.

## Евреи в Андорре
Евреи начали приезжать в Андорру во время Второй мировой войны, а в 1998 году здесь была официально зарегистрирована еврейская община. В её составе действует синагога. В Андорре проживает около 120 евреев.